# Petr VI. Moldavský
Petr VI. Moldavský, také Petr Chromý (rumunsky Petru Șchiopul) (* 1534 – 1. července 1594) byl moldavským knížetem od června 1574 do 23. listopadu 1577. Vládl také od 1. ledna 1578 do 21. listopadu 1579 a od 17. října 1583 do 29. srpna 1591. Kvůli fyzické vadě byl znám jako „Chromý“. Vychováván byl Turky v Istanbulu a před nástupem na moldavský trůn sotva znal svou zemi původu.

## Moldavský vojvoda
Petr Chromý byl dychtivý vládnout jako jeho bratr Alexander II Mircea, byl v roce 1574 zvolen moldavským knížetem. Na rozdíl od většiny svých předků však byl slabým knížetem a nakonec se vzdal trůnu, aby mohl pohodlně žít na západě.

## Rodinný život
Jeho první manželství s Marií Amiralis z Rhodosu bylo domluveno již v dětství, ale později selhalo. Měli jednu dceru Marii, která se provdala za Petra Bornemiszu de Kápolna. Petru se brzy zamiloval do romské dívky jménem Irina, která se během prvního manželství stala jeho milenkou. Manželství s romskou otrokyní bylo v té době nemožné. Nechal Irinu osvobodit z otroctví a pokřtít ji, přezdívaje ji „Botezata“ (Pokřtěná). Poté, co se vzdal trůnu, se společně přestěhovali do města Bolzano v dnešním italském Tyrolsku. Petr se, smutný pro Irinu, brzy zamiloval do svůdné Čerkeské Marie, dvorní dámy na jeho mini-dvoře v exilu. Irina zemřela ve věku 25 let a byla pohřbena na malém hřbitově v Bolzanu.
Jejich syn Ștefăniță nikdy v Moldávii nevládl. Byl vychován jako katolík a umístěn do jezuitského semináře v Innsbrucku. Byl známý jako poslušný student, ale v roce 1602 zemřel na tuberkulózu. Je pohřben vedle svých rodičů v Bolzanu.

## Smrt
Dva roky po smrti Iriny zemřel Petr na syfilis. Je pohřben vedle ní a na jeho náhrobku je nápis: „Já, kníže Petr, potomek královské rodiny Korvínů z Valašska...který jsem se z vlastní vůle vzdal trůnu poté, co jsem získal azyl od rakouského rodu, (vydechl jsem naposledy) 1. července 1594.“